# Juan Manuel Casella
Juan Manuel Casella, alias Cachi (n. Avellaneda, 29 de abril de 1941), es un abogado y político argentino, perteneciente a la Unión Cívica Radical, que ejerció como Ministro de Trabajo, durante la presidencia de Raúl Alfonsín, del 24 de abril hasta el 31 de octubre de 1984 y posteriormente se desempeñó dos veces como diputado nacional, de 1983 a 1984 y de 1997 a 2001, previamente en el campo legislativo se desempeñó como diputado provincial bonaerense, de 1973 a 1976.
Fue candidato a Gobernador de la Provincia de Buenos Aires en 1987, y candidato a Vicepresidente de Argentina acompañando al candidato a presidente Eduardo Angeloz en 1989.
Desde diciembre de 2011 es el actual Secretario General de la Unión Cívica Radical.

## Biografía
Nació en Avellaneda, en la provincia de Buenos Aires del 29 de abril de 1941; fue bautizado como su padre, exdiputado nacional y presidente del Comité Nacional de la Unión Cívica Radical (fallecido mientras ejercía aquel cargo en 1968), Juan Manuel Casella Piñero.
Realizó sus estudios secundarios en el Colegio Nacional de Buenos Aires, que le valió para su ingreso en la Universidad de Buenos Aires (UBA), donde se recibió de abogado en 1968. Más tarde ejercería la docencia en su alma máter, como así también en el Colegio Nacional. En la actualidad se encuentra casado con Marta Latrónico, y tiene tres hijos.

## Carrera política
Una vez afiliado a la Unión Cívica Radical, fue elegido diputado provincial en la Provincia de Buenos Aires, ejerciendo el cargo de 1973 a 1976, viendo interrumpido su gestión por el Proceso de Reorganización Nacional. Más tarde logró una banca como diputado nacional por su provincia, con la vuelta de la democracia, en 1983 y renunció a ella en 1984, cuando fue llamado por el presidente Raúl Alfonsín, para ocupar la titularidad del Ministerio de Trabajo de la Nación, el 24 de abril de aquel año, en reemplazo de Antonio Mucci. En octubre del mismo año renunció, y fue reemplazado por Hugo Barrionuevo.
En las Elecciones provinciales de Buenos Aires de 1987 se presentó como candidato a Gobernador por su partido siendo acompañado por el senador provincial (1983-1987) Osvaldo Francisco Pozzio; esta fórmula fue derrotada por el justicialista Antonio Cafiero por escasa diferencia. La elección había aumentado la popularidad de Casella en UCR, y en 1989, tras la derrota de los radicales en la mayoría de los distritos argentinos en las elecciones legislativas, excepto Córdoba, la UCR lleva como candidato presidencial al cordobés Eduardo Angeloz, y teniéndose en cuenta su último resultado electoral llevan a Casella como vicepresidente de la fórmula, aprobada ya por Alfonsín, en 1989; fueron derrotados por la fórmula Menem-Duhalde.
Tras la derrota, Casella se dedicó a trabajar exclusivamente dentro de la UCR, aunque más tarde volvería a ocupar cargos públicos, tanto bonaerense como nacional; fue Presidente del Comité de la Provincia de Buenos Aires de la UCR (1991-1993), Delegado al Comité de la UCR (1993-1995) y Secretario General de la UCR (2011-2015).
Nuevamente fue elegido diputado en 1997, secundando a Federico Storani, aceptó para hacer frente a los justicialistas, como así también, apoyar a Horacio Jaunarena para el comité bonaerense radical; permaneció en el cargo hasta el 2001. Paralelamente se desempeñó brevemente, como Embajador argentino en Uruguay, designado por el presidente Fernando De la Rúa.
En 2007 fue candidato a intendente del Partido de Avellaneda.
Dentro de la UCR, ha apoyado a Ricardo Alfonsín en las elecciones de 2011 para presidente. En cierta ocasión, Casella declaró querer presidir la UCR.